# Marya Krasińska
Graciosa Maria Krasińska eller Marya, född 1854, död 1884, var en polsk grevinna. Hon var 1871–1872 föremål för den svenske kungen Karl XV:s äktenskapsplaner. 

## Biografi

### Familj

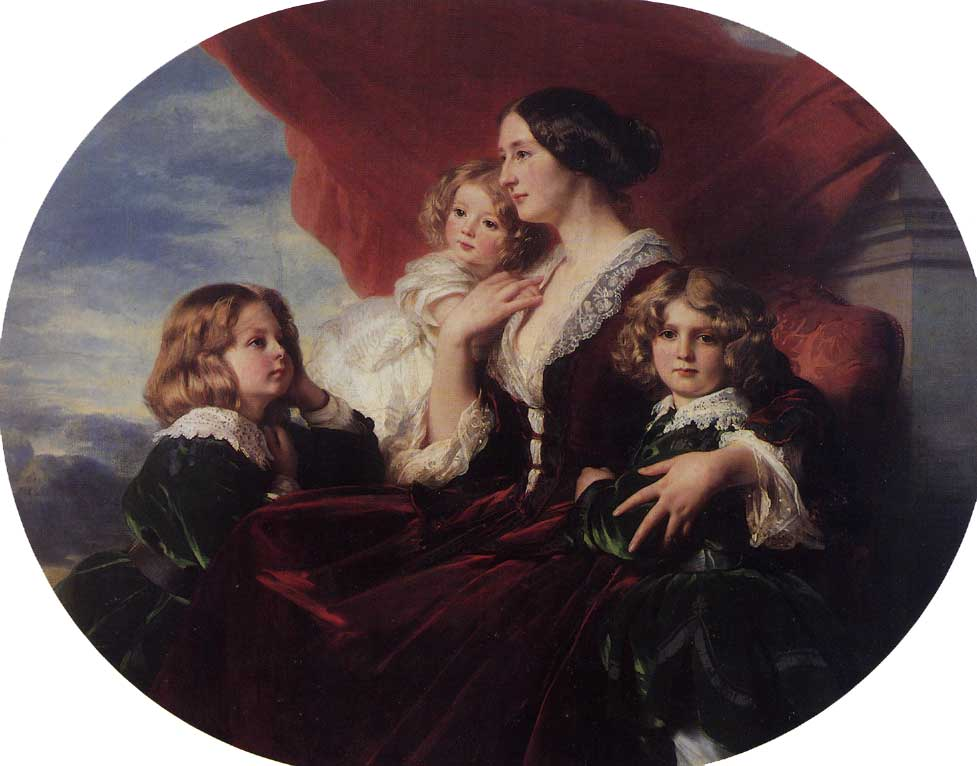
Marya Krasińska som barn med sin mor Eliza Branicka.

Graciosa Krasińska var dotter till den polske diktaren, greve Zygmunt Krasiński (d. 1859), och Eliza Branicka. Genom sin far var hon släkt med den berömda polska familjen Radziwiłł och avlägset släkt med den italienske kungen Viktor Emanuel II, vars farmors mor hade tillhört Krasińskas släkt, och som var hennes förmyndare.  

### Äktenskapsplaner

Porträtt av Karl XV från 1870 av Arvid Gottfrid Virgin (1831–1876). Nationalmuseum, Statens porträttsamling på Gripsholms slott.

Efter att Sveriges drottning Lovisa avlidit 1871 meddelade kung Karl XV att han planerade att gifta om sig: 
"Om jag tager detta steg, är det för att skaffa en tronföljare, och då utväljer jag till maka en kvinna, som genom sin ungdom och sin livskraft kan ersätta vad som i detta fall brister hos mig" 
meddelade han Fritz von Dardel. Han meddelade även att Krasińska ägde nio miljoner och var tjugo år gammal. Han planerade att besöka henne i Schweiz i maj 1872, och utsåg sitt följe inför resan. Han planerade att använda hennes pengar till bland annat renovering av Stockholms slott och Ulriksdals slott. Inför invändningen att Krasińska inte var kunglig, förklarade Karl XV att han skulle be kung Viktor Emanuel II adoptera henne, och att lagen dessutom inte förbjöd en kung att gifta sig med en icke kunglig person – bara prinsar. 
Det ska ha varit Karl XV:s gunstling Ohan Demirgian som föreslog Krasińska som äktenskapskandidat framför Thyra av Danmark och en rysk storfurstinna. Vid denna tid var Krasińska arvtagare till en förmögenhet och levde i Paris med sin mor och sin styvfar, greve Ludwik Krasinski. Karl XV gav Demirgian och dennes vän, attachén vid turkiska ambassaden i Paris Yousouf Nabaraony Bey, att förbereda ärendet. Våren 1872 förlänades hennes styvfar titeln grand av Spanien av första klassen och storkorset av spanska orden Isabel la Catolica av Amadeus I av Spanien, son till Viktor Emanuel II, och planen var att Viktor Emanuel sedan skulle ge den nykorade granden titeln kunglig höghet och därigenom göra Graciosa Krasińska till prinsessan Maria, för att ge henne rätt status för ett icke morganatiskt äktenskap. 
Äktenskapsplanerna ogillades av övriga medlemmar av det svenska kungahuset, eftersom ett eventuellt barn skulle ersätta kungens bror Oscar i tronföljden. Svenska legationens attaché i Turin, Piper, arbetade för att förhindra Viktor Emanuel II att bistå Karl XV i äktenskapsplanerna. När Karl XV:s mor, Josefina av Leuchtenberg, avreste för att besöka sin syster i Portugal, tog hon vägen via Madrid för att tala med den då nyvalde spanske kungen Amadeus I. Med hans maka drottning Maria tog hon upp frågan om Viktor Emanuels adoption av Krasińska för få henne att övertala sin make att övertala sin far att inte adoptera Krasińska och därmed försvåra det tänkta äktenskapet. Sveriges utrikesminister Baltzar von Platen ska också ha vidtagit åtgärder för att förhindra äktenskapet. Karl XV hade emellertid insjuknat och kunde inte besöka Krasińska som tänkt. Planerna på äktenskap omintetgjordes genom hans död 18 september 1872.

### Äktenskap
Graciosa Krasińska gifte sig 1877 med greve Edward Aleksander Raczyński.